# Phase Connect
Phase Connect（フェーズコネクト、Phase-Connect）は、カナダを拠点とするバーチャルYouTuberエージェンシー。27人のメンバーが所属している。

## 歴史
2021年6月19日に一期生「Phase OriginS」がデビューした。
2023年4月23日、所属VTuberであるふうら百合との契約が解除されることが発表された。
2024年1月22日、日本を対象とした新グループ「Phase KALEiDO」が1月27日から28日にデビューすることが発表された。このグループは日本語も話すことができるという。(実際は日本語が母語であり英語は話せないメンバーも多い)

## メンバー

### Phase OriginS
- 鈴香アシェリア
- 転寝ナサ
- 白鹿いおり
- 藤倉ウルカ
- 紫翠みちる
- 天満マエミ
- ピップキンピッパ

### Phase ALiAS
- レミリア・ネフィス
- 千坂アイリ
- 天ノ川しいな
- 姫宮りえ
- エリナ・マキナ
- 小町ぱんこ

### Phase Euphoria
- サヤ・サイロクサス
- 光鳴ひな
- ルニ・ルーズ
- むうむゆ
- 勇エイミ

### Phase Invaders
- エンバー天音
- Dizzy Dokuro
- 星海ジェリー
- 金子瑠美
- ふうら百合（脱退済）

### Phase KALEiDO
- 歌美鳴クララ
- 巫ロキ
- 倉夢ぴこ
- 絢世ユウ
- 恋衣めもり

## 評価
2023年12月16日に開催されたVTuber賞で、「新興VTuberグループ賞」を受賞した。
2024年1月、『Dexerto』はPhase Connectについて、大手VTuberエージェンシーのほとんどが日本企業である中で、台頭してきている西洋企業の一つであり、最多のピップキンピッパは29万7000人の登録者数を持つなど最近大きな注目を集めていると評した。